# Český radioklub
Der Český radioklub (kurz: ČRK, deutsch „Tschechischer Amateurfunkverband“) ist die nationale Vereinigung der Funkamateure in Tschechien. Er wurde am 26. Juni 1990 als demokratischer Rechtsnachfolger aller früheren Amateurfunkorganisationen der Tschechischen Republik und der früheren Tschechoslowakei gegründet. Er hat rund 2400 Mitglieder, die in mehr als 150 Ortsverbänden organisiert sind. 
Als Tschechiens größte Amateurfunkorganisation, ist der ČRK Mitglied in der International Amateur Radio Union (IARU Region 1), der internationalen Vereinigung von Amateurfunkverbänden, und vertritt dort die Interessen der tschechischen Funkamateure.
Die monatlich erscheinende Clubzeitschrift des ČRK heißt Radioamatér („Funkamateur“; siehe unter Weblinks). Diese bereits seit vielen Jahrzehnten existierende traditionsreiche Amateurfunkzeitschrift widmet sich den diversen Mitgliederaktivitäten, wie Amateurfunkwettbewerben, Aktionen wie SOTA und „DXpeditionen“, sowie den typischen Themen des Amateurfunks, wie Sende- und Empfangstechnik, Testberichte und Bauanleitungen zu Antennen und so weiter. Sie wird zusammen mit dem Slovenský Zväz Rádioamatérov (SZR), dem slowakischen Pendant des ČRK, herausgegeben und trägt zusätzlich den slowakischen Titel Rádiožurnál („Radio-Journal“).